# Kingsbury, Texas
Kingsbury là một nơi ấn định cho điều tra dân số (CDP) thuộc quận Guadalupe, tiểu bang Texas, Hoa Kỳ. Năm 2010, dân số của nơi này là 782 người.

## Dân số
- Dân số năm 2000: 652 người.
- Dân số năm 2010: 782 người.